# Prix Costa
Le prix Costa (Costa Book Award en anglais), créé en 1971, est l'un des prix littéraires les plus prestigieux en Angleterre. Jusqu'en 2006, il s'appelait prix Whitbread (Whitbread Book Award). Il est décerné annuellement dans cinq catégories :
- meilleur roman ;
- meilleur premier roman ;
- livre pour enfant ;
- poésie ;
- biographie.

Le « livre de l'année » (The Book of the Year) est ensuite choisi parmi une des cinq œuvres primées. Cette catégorie est créée en 1985.
Parmi les récipiendaires célèbres, on trouve Salman Rushdie, Kazuo Ishiguro, Ted Hughes, Seamus Heaney, Mark Haddon, Philip Pullman, Gail Honeyman, Matthew Kneale, Tash Aw ou Hanif Kureishi.

## Liste des œuvres distinguées[1]

### Prix Costa (depuis 2006)

#### Catégorie «Book of the Year»
- 2021 : The Kids, Hannah Lowe (en)[2]
- 2020 : The Mermaid of Black Conch, Monique Roffey (en)
- 2019 : The Volunteer, Jack Fairweather (en)[3].
- 2018 : The Cut Out Girl: A Story of War and Family, Lost and Found, Bart van Es (en)[4].
- 2017 : Inside the Wave, Helen Dunmore (prix posthume, quelques mois après son décès en juin 2017)
- 2016 : Days Without End, Sebastian Barry

traduction française Des jours sans fin, 2018
- 2015 : The Lie Tree, Frances Hardinge
- 2014 : H is for Hawk, Helen Macdonald

traduction française : M pour Mabel, 2017
- 2013 : The Shock of the Fall, Nathan Filer

traduction française : Contrecoups, 2014
- 2012 : Bring Up The Bodies, Hilary Mantel

traduction française : Le Pouvoir, 2013
- 2011 : Pure, Andrew Miller
  - traduction française : Dernier requiem pour les innocents, 2014
- 2010 : Of Mutability, Jo Shapcott
  - Prix Costa du premier roman : Witness the Night, Kishwar Desai.

traduction française : Témoin de la nuit, 2013
- 2009 : As Cattering, Christopher Reid
- 2008 : The Secret Scripture, Sebastian Barry

traduction française : Le Testament caché, 2009
- 2007 : Day, A. L. Kennedy

traduction française : Day, 2009
- 2006 : The Tenderness of Wolves, Stef Penney

#### Catégorie «Biography»
- 2021 : John Preston, Fall: The Mystery of Robert Maxwell[5]
- 2020 : Lee Lawrence, The Louder I Will Sing
- 2019 : Jack Fairweather (en), The Volunteer
- 2018 : Bart van Es (en), The Cut Out Girl: A Story of War and Family, Lost and Found
- 2017 : Rebecca Stott (en), In the Days of Rain
- 2016 : Keggie Carew, Dadland: A Journey into Uncharted Territory
- 2015 : Andrea Wulf, The Invention of Nature
- 2014 : Helen Macdonald, H is for Hawk (en)
- 2013 : Lucy Hughes-Hallet, The Pike
- 2012 : Mary M. Talbot (en) et Bryan Talbot, Dotter of Her Father's Eyes
- 2011 : Matthew Hollis (en), Now All Roads Lead to France (en): The Last Years of Edward Thomas
- 2010 : Edmund de Waal (en), The Hare with Amber Eyes (en)
- 2009 : Graham Farmelo (en), The Strangest Man (en): The Hidden Life of Paul Dirac, Quantum Genius
- 2008 : Diana Athill, Somewhere Towards the End
- 2007 : Simon Sebag Montefiore, Young Stalin
- 2006 : Brian Thompson, Keeping Mum

### Whitbread (1971-2005)

#### Catégorie «Book of the Year» (depuis 1985)
- 2005 : Matisse: The Master, Hilary Spurling
- 2004 : Small Island, Andrea Levy

trad. : Hortense et Queenie
- 2003 : The Curious Incident of the Dog in the Night-Time, Mark Haddon

traduction française : Le Bizarre Incident du chien pendant la nuit (2004)
- 2002 : Samuel Pepys:The Unequalled Self, Claire Tomalin
- 2001 : The Amber Spyglass, Philip Pullman

trad : Le Miroir d'ambre
- - Roman de l'année : Twelve Bar Blues, Patrick Neate

traduction française Twelve Bar Blue (2007).
- 2000 : English Passengers, Matthew Kneale

traduction française Les Passagers anglais (2002).
- 1999 : Beowulf, Seamus Heaney
- 1998 : Birthday Letters, Ted Hughes

trad. Birthday Letters
- 1997 : Tales from Ovid, Ted Hughes
- 1996 : The Spirit Level, Seamus Heaney

trad : L’Étrange et le connu
- 1995 : Behind the Scenes at the Museum, Kate Atkinson

trad. Dans les coulisses du musée
- 1994 : Felicia's Journey, William Trevor

trad. Le Voyage de Felicia
- 1993 : Theory of War, Joan Brady
- 1992 : Swing Hammer Swing!, Jeff Torrington
- 1991 : A Life of Picasso, John Richardson
- 1990 : Hopeful Monsters, Nicholas Mosley
- 1989 : Coleridge: Early visions, Richard Holmes
- 1988 : The Comforts of Madness, Paul Sayer
- 1987 : Under the Eye of the Clock, Christopher Nolan
- 1986 : An Artist of the Floating World, Kazuo Ishiguro

traduction française : Un artiste du monde flottant (1987)
- 1985 : Elegies, Douglas Dunn

#### Jusqu'en 1984
Jusqu'en 1984, le prix est simplement attribué par catégorie, sans la plus importante, « The Book of the Year », créée en 1985.
- 1979 :
  - Roman de l'année : The Old Jest, Jennifer Johnston

trad. : Une histoire irlandaise